# 胡昌升
胡昌升（1963年12月—），男，江西高安人，中华人民共和国政治人物。博士研究生，历史学博士学位，山东大学历史学专业，经济学副教授。曾任中共青海省委常委、组织部部长；中共福建省委常委、组织部部长；中共福建省委副书记、厦门市委书记；中共黑龙江省委副书记、省政府省长等职务。现任中共甘肃省委书记。是第十九届中共中央候补委员、第二十届中央委员。
由于曾在福建省任職（2017年－2021年1月初），被認為是习近平派系 閩江新軍成員之一。

## 生平
1986年1月加入中国共产党。1986年7月参加工作。早年在成都地质学院（今成都理工大学）资源与经济系学习，毕业后留校任教，历任资源与经济系教师、团总支书记，党总支副书记、书记等职务。1998年12月，任成都市锦江区人民政府副区长。2002年11月，转任中共荥经县委书记。2003年1月，兼任荥经县人大常委会主任。期间，他于2003年12月在山东大学历史文化学院中国古代史专业获史学博士学位，导师为姜生，学位论文题目为《道教治世思想研究》。2004年2月，调任中共雅安市委常委、组织部部长。2005年10月，兼任中共汉源县委书记。2006年1月，兼任县人大常委会主任。
2006年11月，出任中共遂宁市委副书记、市人民政府副市长、代理市长，2007年2月当选市长。2008年起，担任全国人大代表。2012年2月任中共甘孜州委副书记，同年4月升任州委书记。2015年6月升任中共青海省委常委、组织部部长。
2017年7月，任中共福建省委常委、组织部部长。2017年10月，中国共产党第十九次全国代表大会上当选中国共产党第十九届中央委员会候补委员。2019年2月，任中共福建省委常委、厦门市委书记。2020年9月，任中共福建省委副书记、厦门市委书记。
2021年1月，任中共黑龙江省委副书记、省政府党组书记，晋升正部级。2月2日，任黑龙江省人民政府代省长。22日，补选为黑龙江省省长。
2022年12月，调任中共甘肃省委书记。2023年1月19日，当选为甘肃省人大常委会主任。